# Roca Castor
La roca Castor es un pequeño islote rocoso de 33 metros de altura ubicado al suroeste de la punta Roquedal en el extremo sur de la isla Vindicación del grupo Candelaria de las islas Sandwich del Sur. Forma parte de un conjunto de islotes rocosos en el sur de la isla Vindicación, donde se destacan las rocas Pólux y Castor.
La roca fue cartografiada y nombrada en 1930 por el personal de Investigaciones Discovery a bordo del RRS Discovery II. Esta roca, junto a su vecina roca Pólux, fueron nombradas originalmente en conjunto Castor y Pólux por los Dioscuros de la mitología griega. En 1971 el Comité de Topónimos Antárticos del Reino Unido (UK-APC) calificó la toponimia de «nombres inequívocos», separando los topónimos. La roca sur se la denominó Pólux y la roca norte, Castor.
La isla nunca fue habitada ni ocupada, y como el resto de las Sandwich del Sur es reclamada por el Reino Unido que la hace parte del territorio británico de ultramar de las Islas Georgias del Sur y Sandwich del Sur, y por la República Argentina, que la hace parte del departamento Islas del Atlántico Sur dentro de la provincia de Tierra del Fuego, Antártida e Islas del Atlántico Sur.